# Бигулья
Бигулья (фр. Biguglia, корс. Biguglia) — коммуна во Франции, находится в регионе Корсика. Департамент коммуны — Верхняя Корсика. Входит в состав кантона Борго. Округ коммуны — Бастия.
Код INSEE коммуны — 2B037.

## Население
Население коммуны на 2008 год составляло 6365 человек.
| 1962 | 1968 | 1975 | 1982 | 1990 | 1999 | 2008 |
| ---- | ---- | ---- | ---- | ---- | ---- | ---- |
| 538  | 905  | 1761 | 2812 | 4073 | 5018 | 6365 |

## Экономика
В 2007 году среди 4364 человек в трудоспособном возрасте (15—64 лет) 3141 были экономически активными, 1223 — неактивными (показатель активности — 72,0 %, в 1999 году было 65,0 %). Из 3141 активных работали 2871 человек (1600 мужчин и 1271 женщина), безработных было 270 (77 мужчин и 193 женщины). Среди 1223 неактивных 332 человека были учениками или студентами, 278 — пенсионерами, 613 были неактивными по другим причинам.

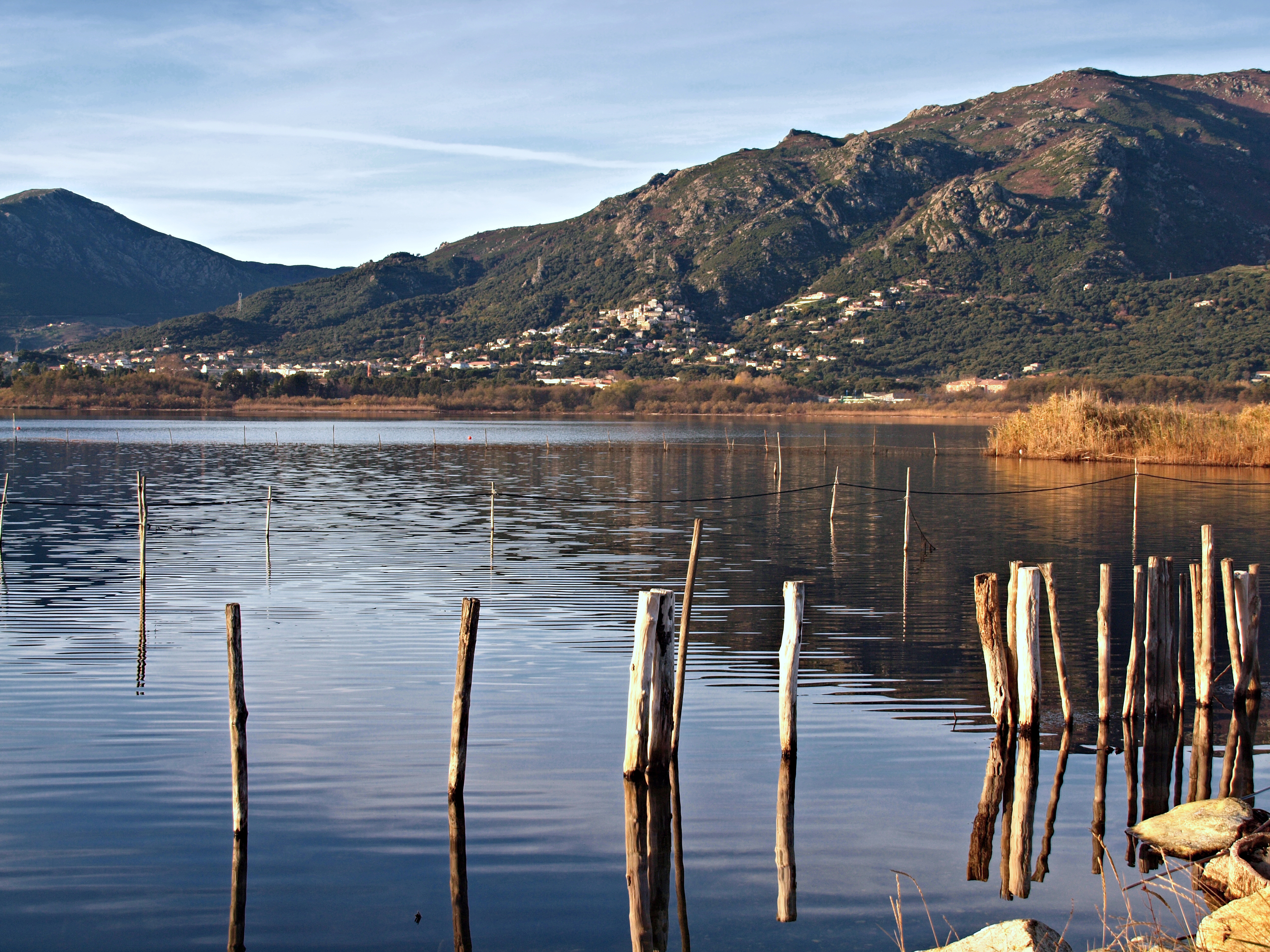
Бигулья
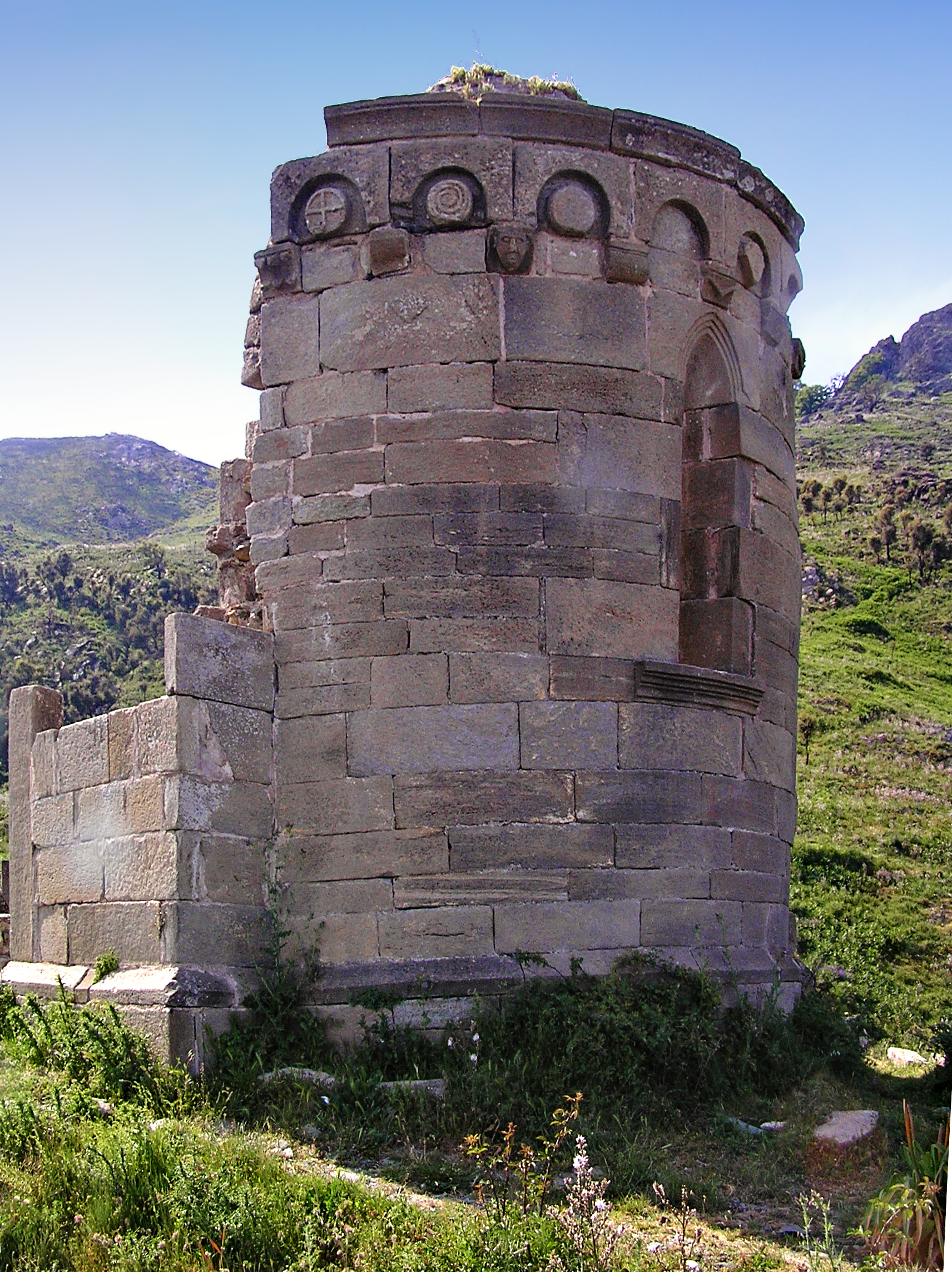
Часовня св. Андрея